# سی. جی. شری
سی. جی. شری (انگلیسی: C. J. Cherryh؛ زادهٔ ۱ سپتامبر ۱۹۴۲) یک نویسنده، و رمان‌نویس اهل ایالات متحده آمریکا است.
وی همچنین برنده جوایزی همچون جایزه لوکس شده است.